# ЛиАЗ-5256
ЛиАЗ-5256 — советский и российский высокопольный автобус большого класса производства Ликинского автобусного завода. Предназначен для крупных городов с интенсивным пассажиропотоком. За жёсткость подвески и неудобство водительского места по сравнению с другими автобусами получил кличку «табурет». Сменил на конвейере ЛиАЗ-677 и был вытеснен с конвейера автобусом ЛиАЗ-5292.
По состоянию на апрель 2021 года выпущено 48 623 таких автобуса. Они используются почти во всех регионах России и в некоторых городах СНГ и дальнего зарубежья, являясь наиболее многочисленным автобусом большого класса постсоветского пространства.
Выпускался в следующих вариантах:
- городской;

- пригородный/междугородный;

- для перевозки детей;

- специальный (инвалидный).

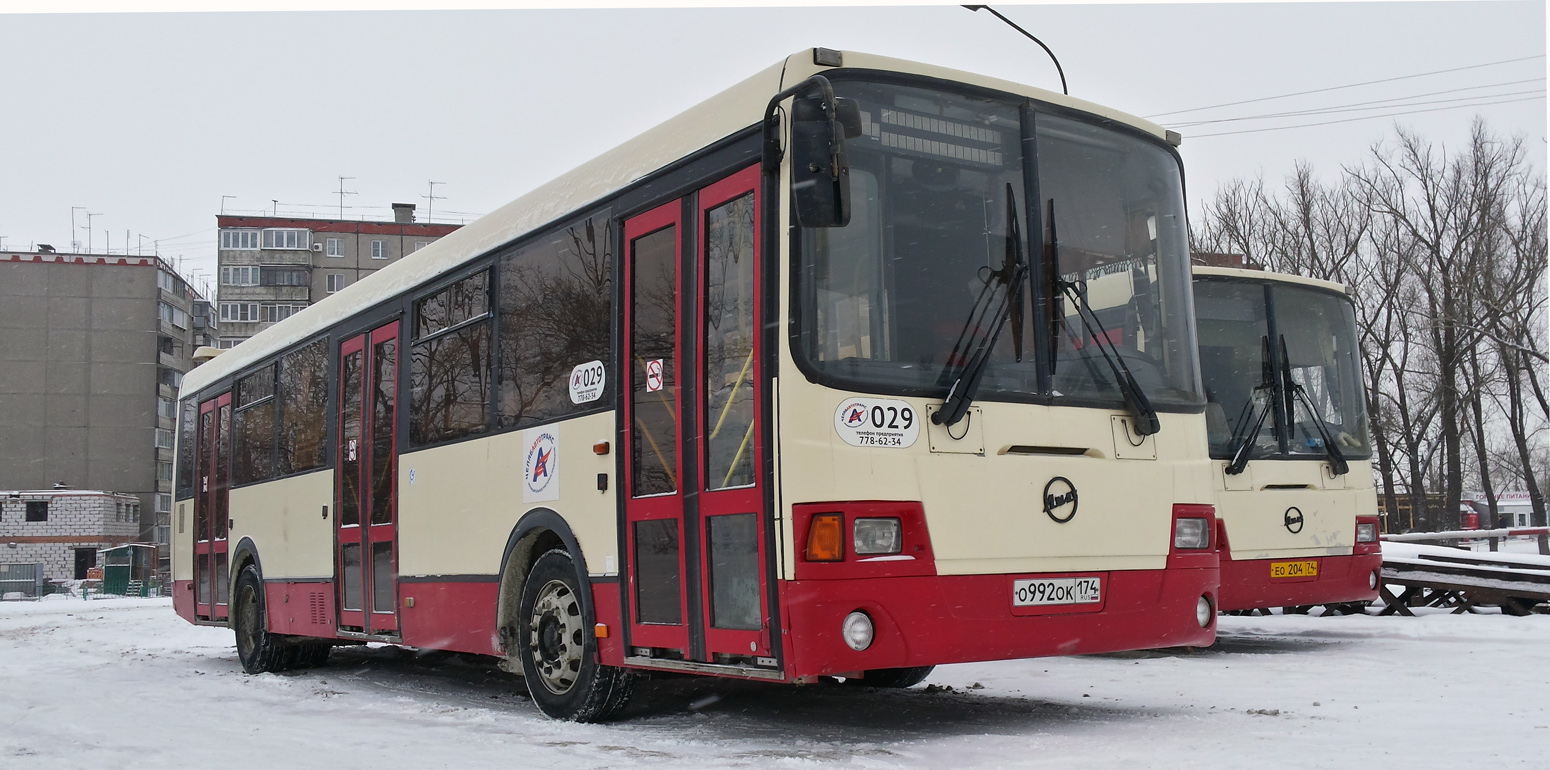
ЛиАЗ-5256.53

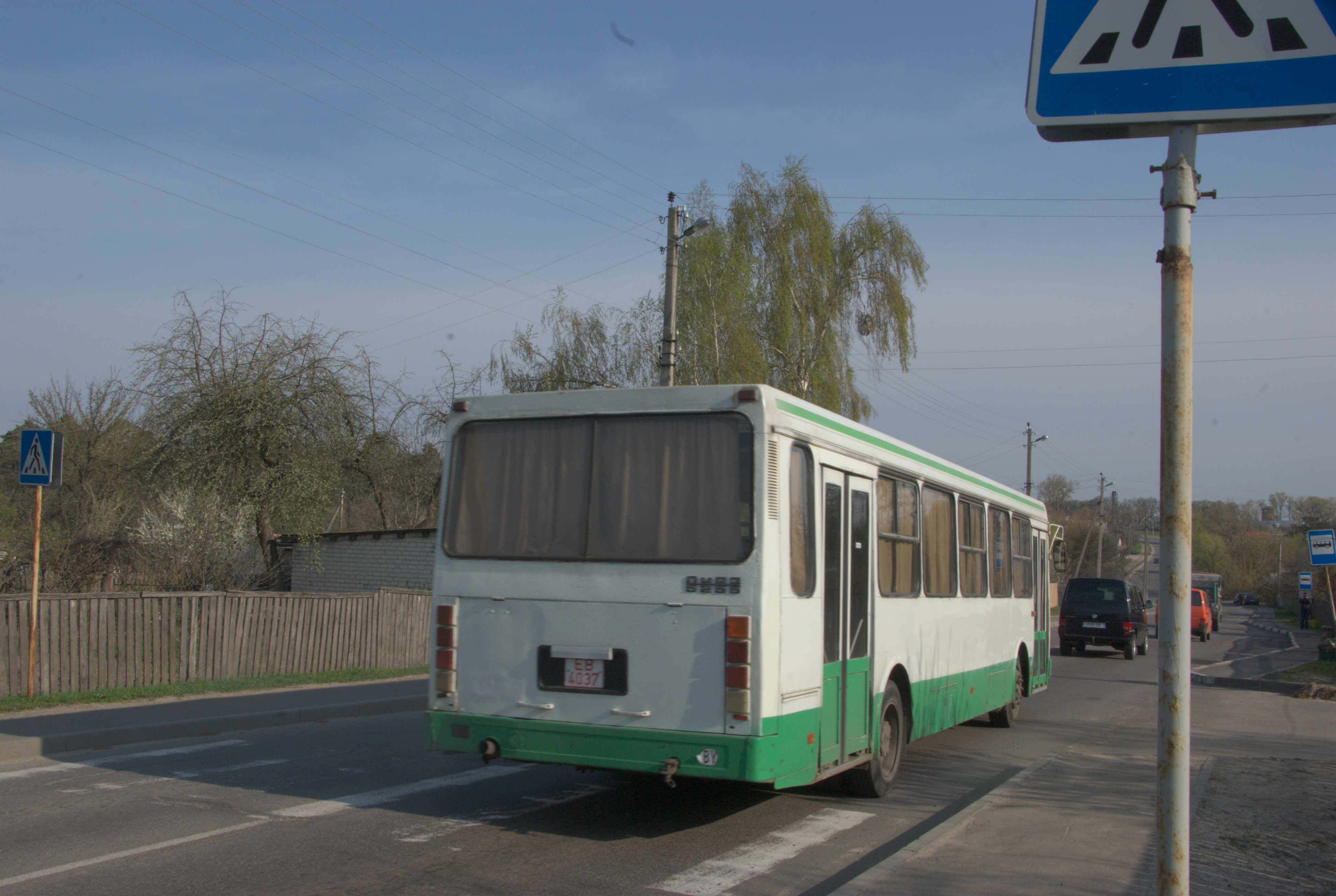
Задняя часть дорестайлингового ЛиАЗа-5256 (с 1998 года)

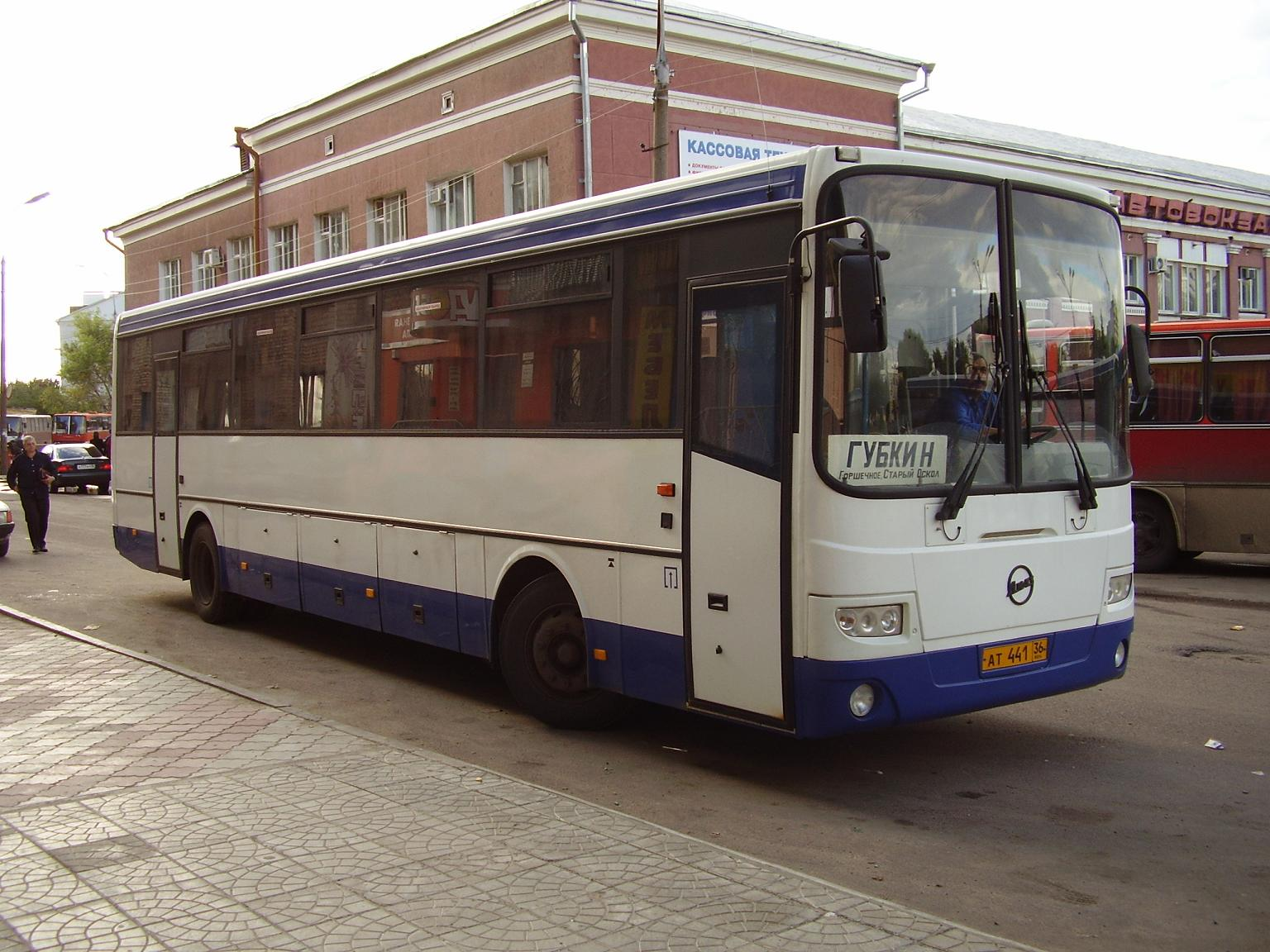
ЛиАЗ-5256.33-01 (ГолАЗ)

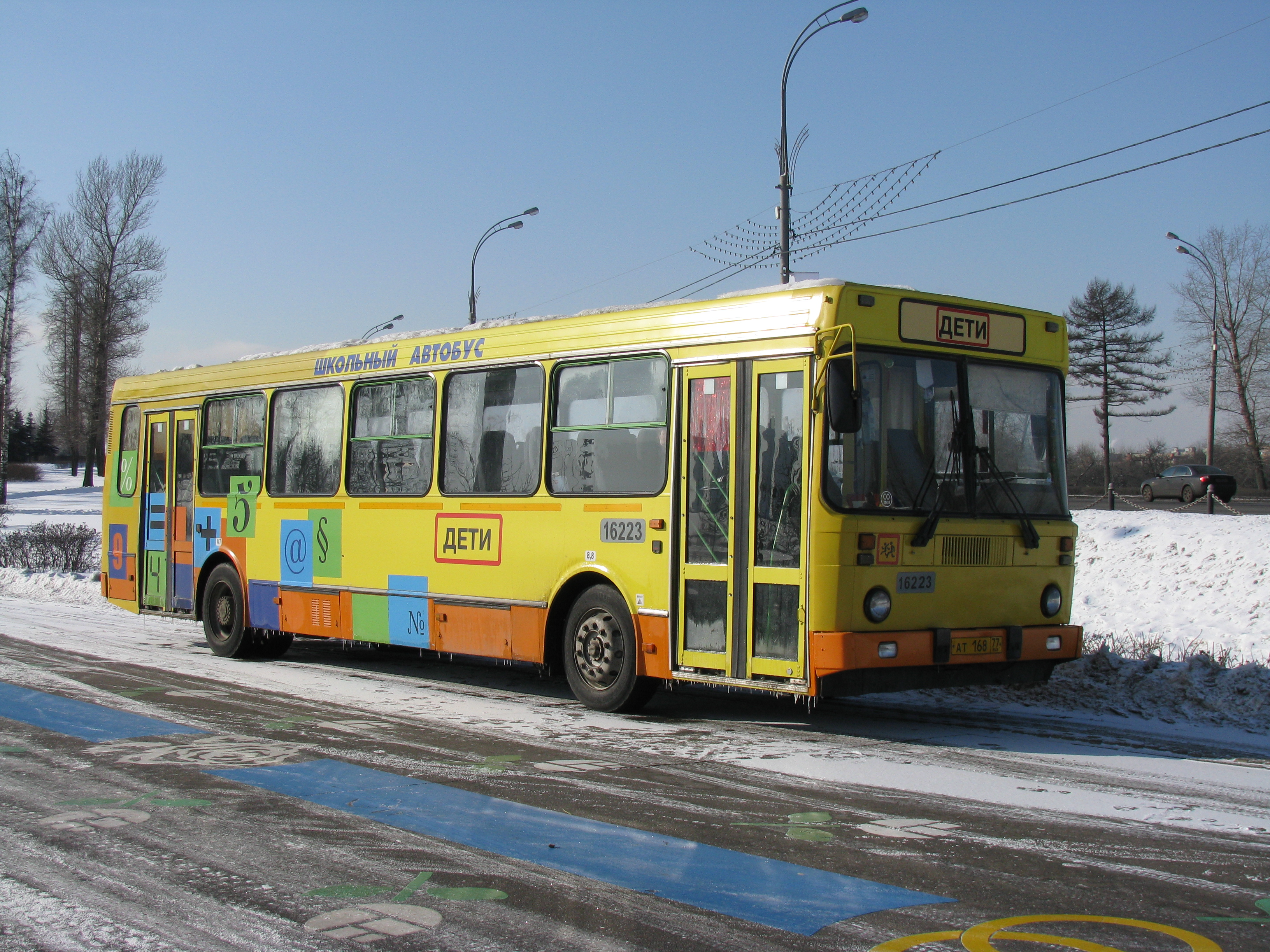
ЛиАЗ-5256.25 в школьной версии

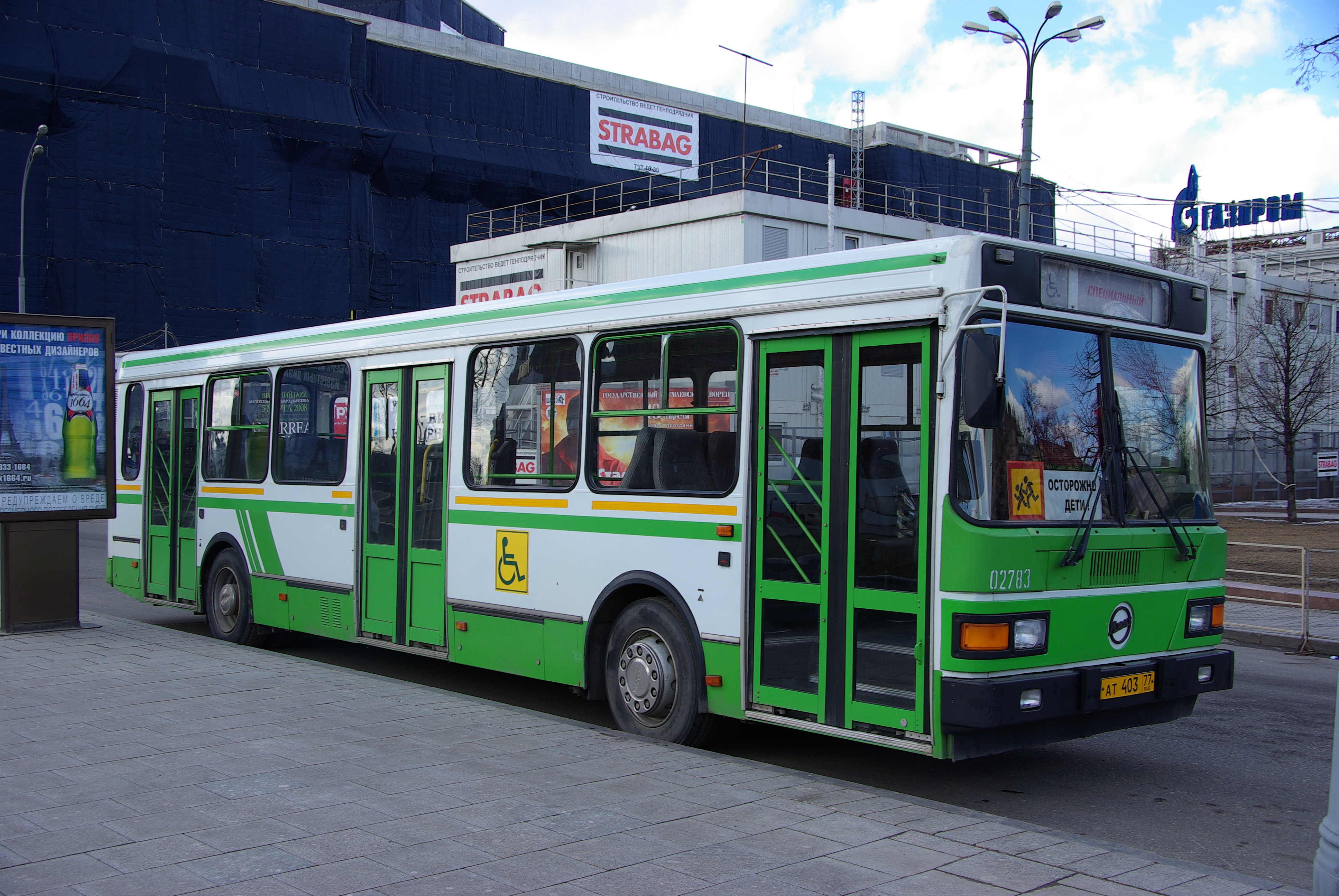
Инвалидный ЛиАЗ-5256.25 в Москве

На его базе были разработаны многие автобусы и троллейбусы других заводов: Волжанин-5270, ЯАЗ-5267, Неман-5201, МАРЗ-5266, МТРЗ-5279, ЛиАЗ-5280 (ВЗТМ-5280) и другие.

## История

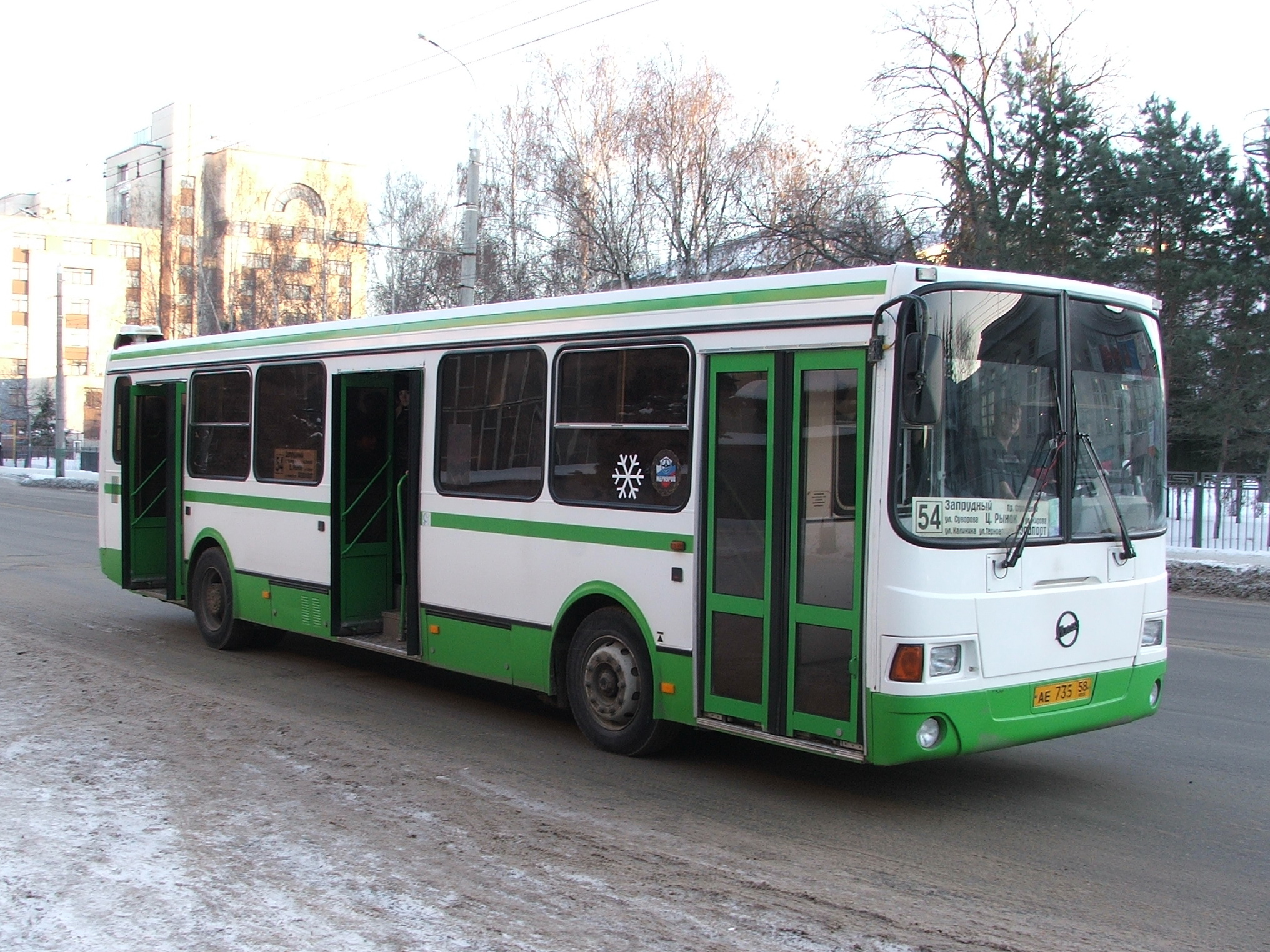
ЛиАЗ-5256.45 с обновлённым кузовом, выпускавшимся с середины 2000-х годов

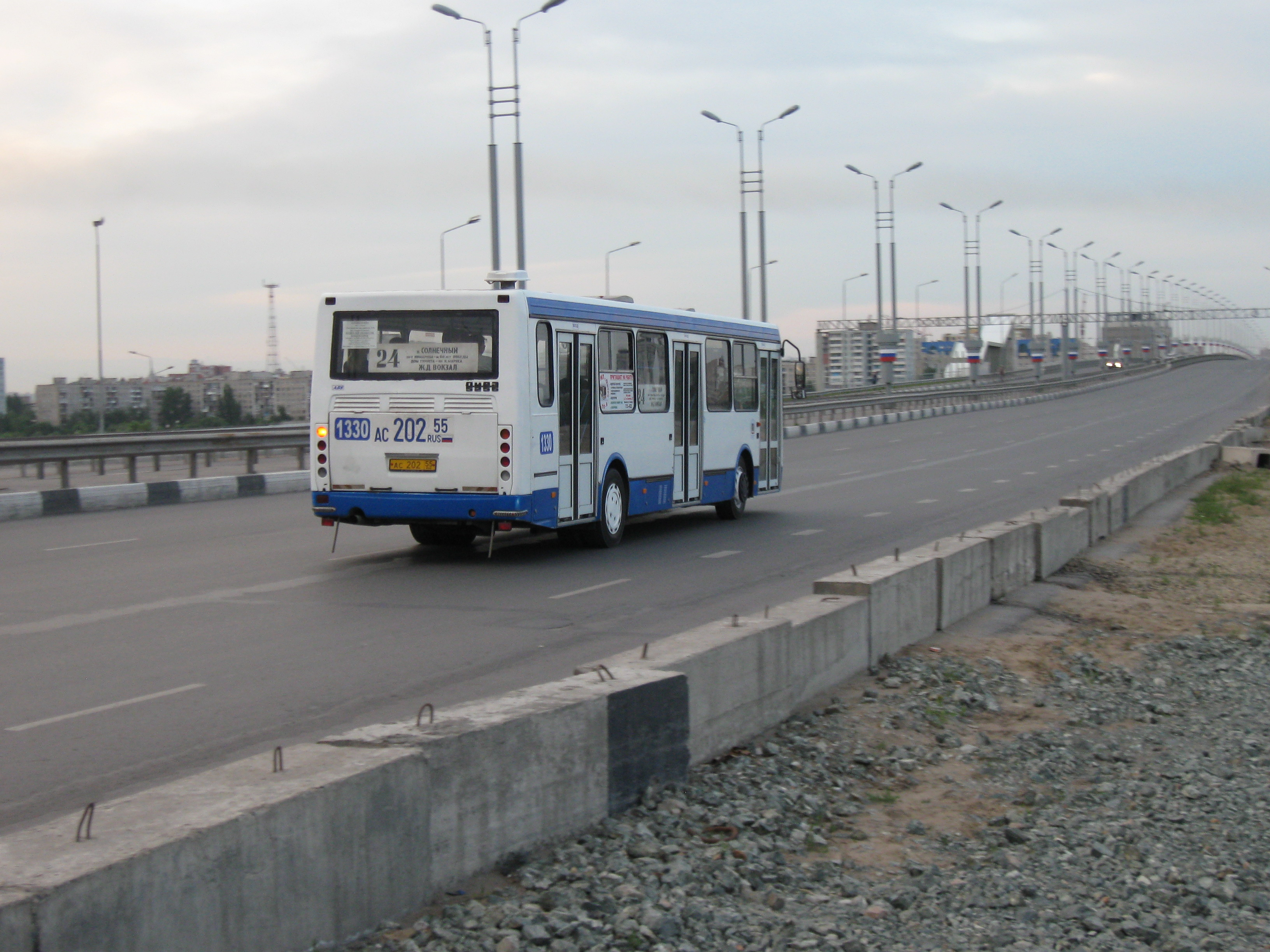
Задняя часть ЛиАЗа-5256 с обновлённым кузовом, выпускавшимся с середины 2000-х годов

В середине 1970-х годов Всесоюзный конструкторско-экспериментальный институт автобусостроения начал работы по созданию нового автобуса ЛиАЗ, который изначально разрабатывался как часть нового унифицированного семейства автобусов (в состав которого входили средний городской автобус ЛАЗ-4202, пригородный автобус ЛАЗ-42021, большие городские автобусы ЛиАЗ-5256 и ЛиАЗ-5256М и туристские ЛАЗ-5255).
Разработка началась в конце 1970-х в КБ ЛиАЗ совместно с ВКЭИА (Всесоюзным конструкторско-экспериментальным институтом автобусостроения) во Львове. Первый и второй прототипы были построены в 1979 году, с 1980 по 1985 годы было выпущено ещё несколько опытно-промышленных партий автобусов, некоторые из которых испытывались на автобусных маршрутах в Москве в начале 80-х. Серийно выпускался с 1986 года по 2021 год.
Машина разрабатывалась с применением крупносекционной схемы, с общими штампованными элементами боковин, крыши и другими узлами. В рамках этой же системы разрабатывался и городской автобус Ikarus 412/415 на смену 200-серии, кузова ЛиАЗ-5256 и Ikarus 412 ранних выпусков практически идентичны. В начале 1990-х годов был представлен опытный автобус КамАЗ-5262 в аналогичном кузове. Модель разрабатывалась под установку как горизонтального (Rába-MAN), так и V-образного дизельного двигателя (КамАЗ-740), коробка передач — автоматическая гидромеханическая.
В 1982 году первые опытные экземпляры ЛиАЗ-5256 вышли на испытания на городские маршруты Москвы, Ленинграда, Ташкента и Якутска.

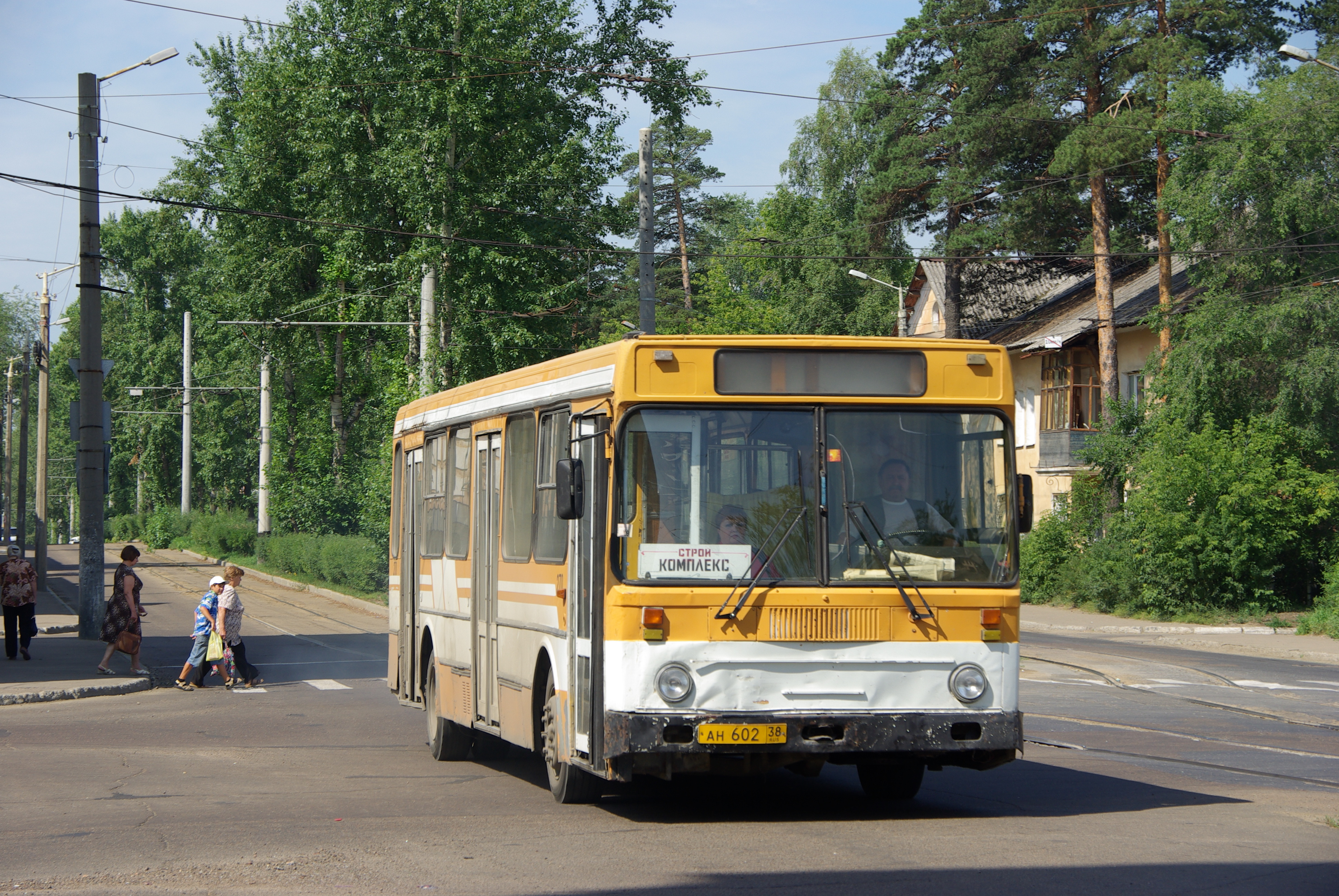
Ранний ЛиАЗ-5256.00

Начало массового производства модели пришлось на 1989 год, автобус долгое время выпускался параллельно с ЛиАЗ-677, причём автобусные парки неохотно брали новую ненадёжную машину. В связи со сложностями в освоении новой автоматической коробки передач львовского производства автобус оснащался механической КПП КамАЗ, мало подходившей для интенсивной работы на городских маршрутах.
В 1991 году ВКЭИ завершил проектирование пригородной модификации ЛиАЗ-5256 с механической коробкой передач и изменённой тормозной системой (проектировалась и производилась под индексом 52565).

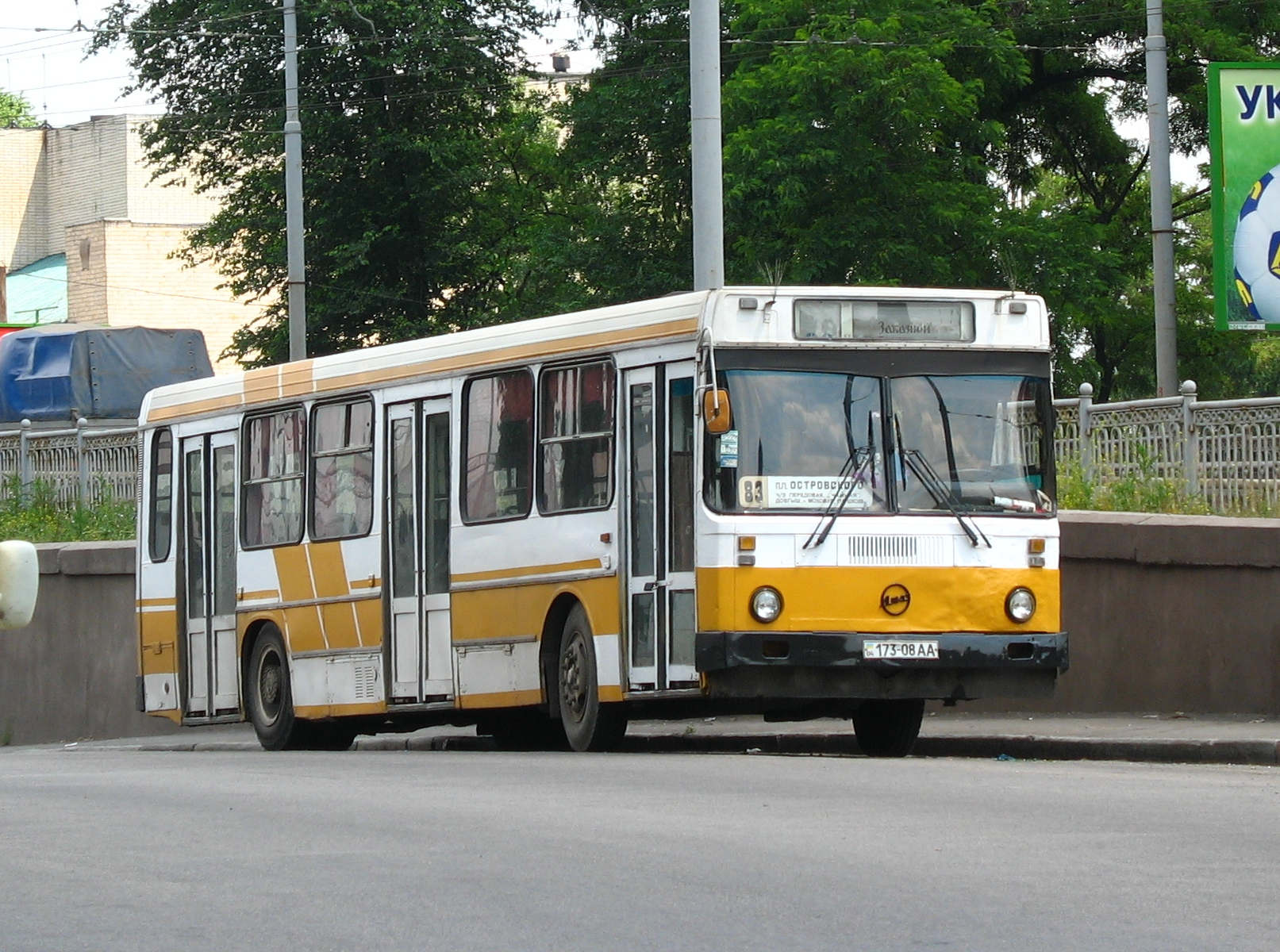
ЛиАЗ-5256.00 в Днепре, 2006 год

В 1992 году были выпущены 409 автобусов ЛиАЗ-5256, в 1993 году — 350 (несмотря на освоение сборки автобусов на других предприятиях и создание новых модификаций, пожар на заводе двигателей КАМАЗа 14 апреля 1993 года стал причиной сокращения объёмов производства).
Из-за неудачного старта модели, который пришёлся на начало сложных для экономики страны 1990-х годов, пожара на заводе КамАЗ и снятия с производства модели ЛиАЗ-677 в самый разгар тяжёлого состояния на заводе, в 1996—1997 годах производство автобусов из-за кризиса на ЛиАЗе было временно прекращено.
Тем не менее, заложенный в машине потенциал удалось раскрыть после модернизации производства, доработки слабых агрегатов, установки двигателей Caterpillar, Cummins, ЯМЗ и автоматических коробок передач Voith, введения в эксплуатацию на заводе линии антикоррозионной обработки и окраски кузовов, состоящей из 8 ванн катафорезного грунтования, 12 окрасочных, 10 сушильных камер, позволившей обеспечить срок службы кузовов до 12 лет. В результате ЛиАЗ-5256, даже несмотря на появление многочисленных конкурентов (Волжанин, НефАЗ, РоАЗ, МАРЗ), стал самым популярным и востребованным городским автобусом большого класса в годы первого десятилетия XXI века на рынке. Автобусы ЛиАЗ-5256 различных модификаций по-прежнему можно встретить в ряде городов и сёл Российской Федерации.

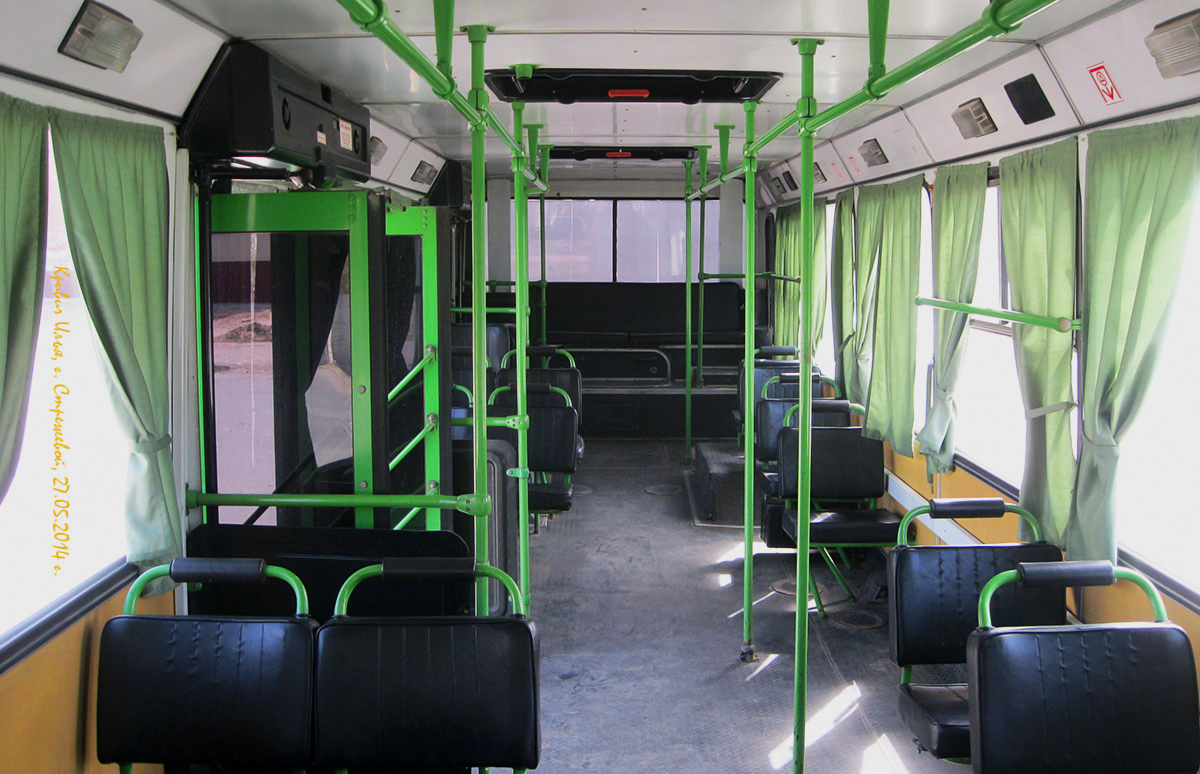
Салон дорестайлингового ЛиАЗа-5256

До 1998 года автобусы выпускались с широкой крышкой моторного отсека и горизонтальным расположением задней светотехники. С 1998 года крышку моторного отсека начали ставить более узкую, а заднюю светотехнику стали ставить в вертикальном расположении. С 2004 года на крыши многих автобусов устанавливался воздухозаборник в виде грибка.

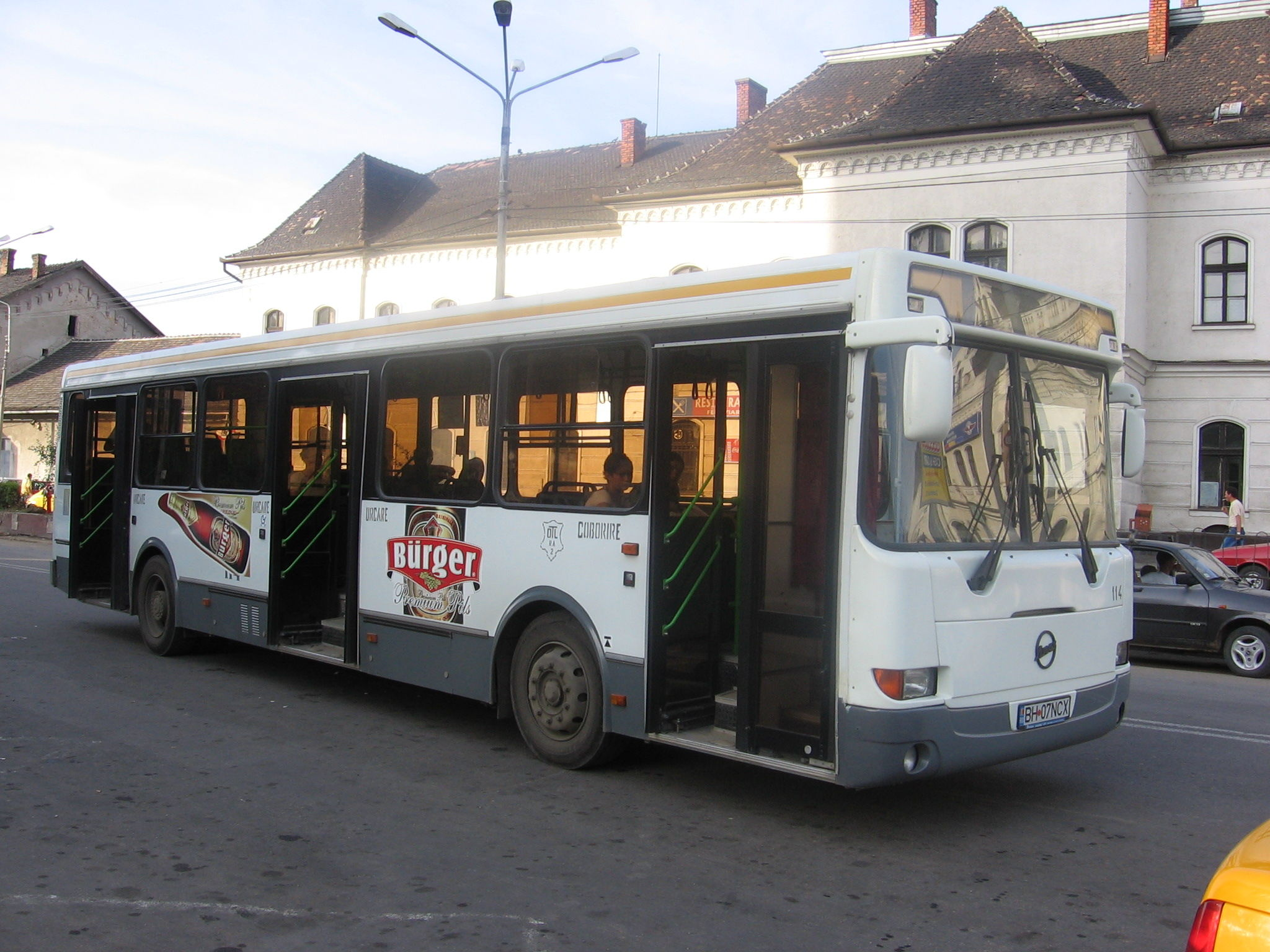
ЛиАЗ-5256.26 в Румынии, г. Орадя с кузовом образца первого рестайлинга

В 2002 году был проведён рестайлинг модели — появились пластиковые накладки спереди и сзади. Однако, вскоре от этого рестайлинга отказались, и некоторое время автобус выпускался в первоначальном виде.

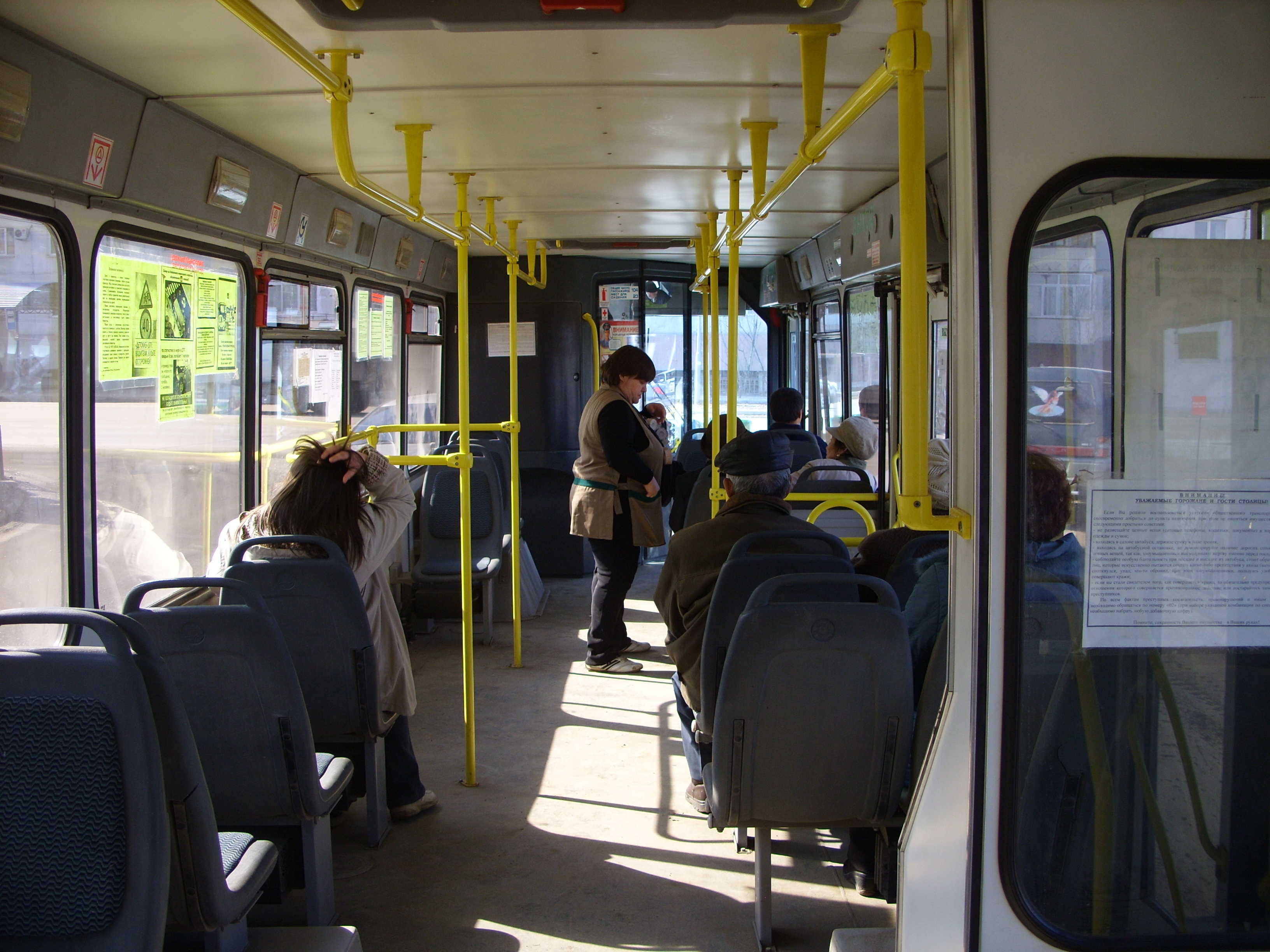
Обновлённый салон ЛиАЗа-5256

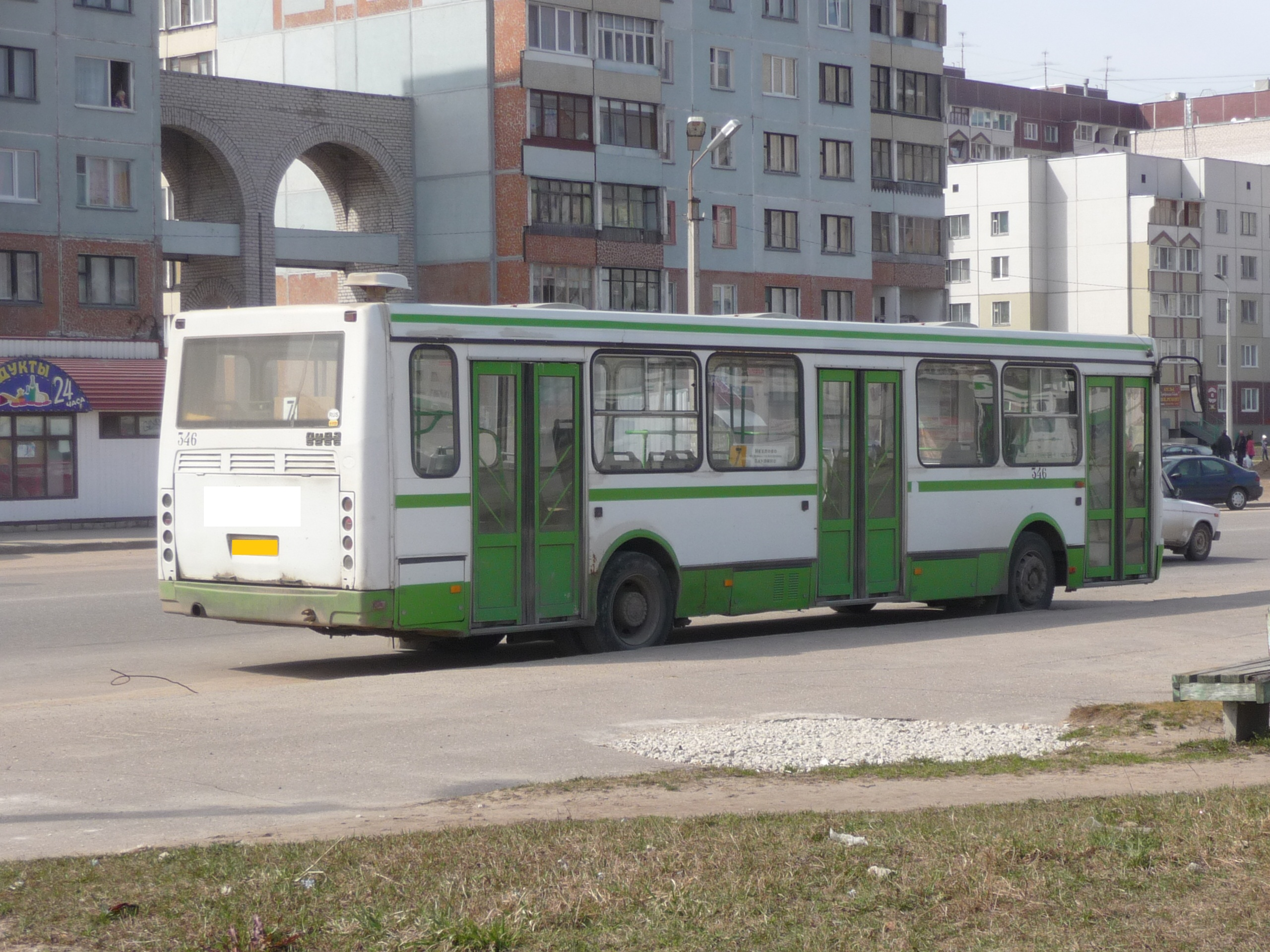
Рестайлинговый ЛиАЗ-5256.25

В 2004 году модель прошла второй рестайлинг, в результате чего передняя часть стала идентична модели ЛиАЗ-5293 и выпускалась наряду с более новыми моделями. Полностью выпуск дорейстайлиноговой версии автобуса прекратился в 2006 году. 

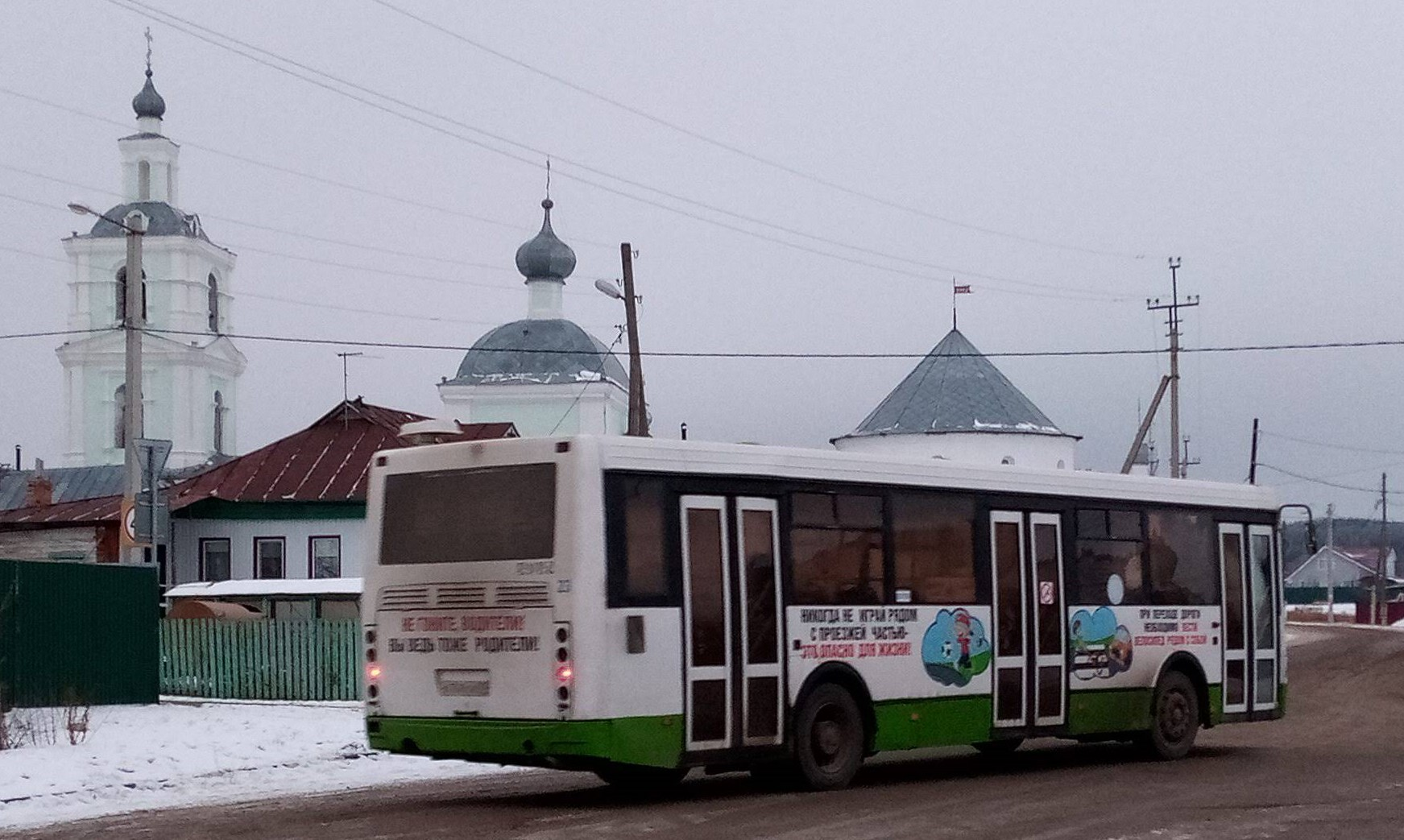
ЛиАЗ-5256 с обновлённым кузовом, выпускавшимся с 2010 года

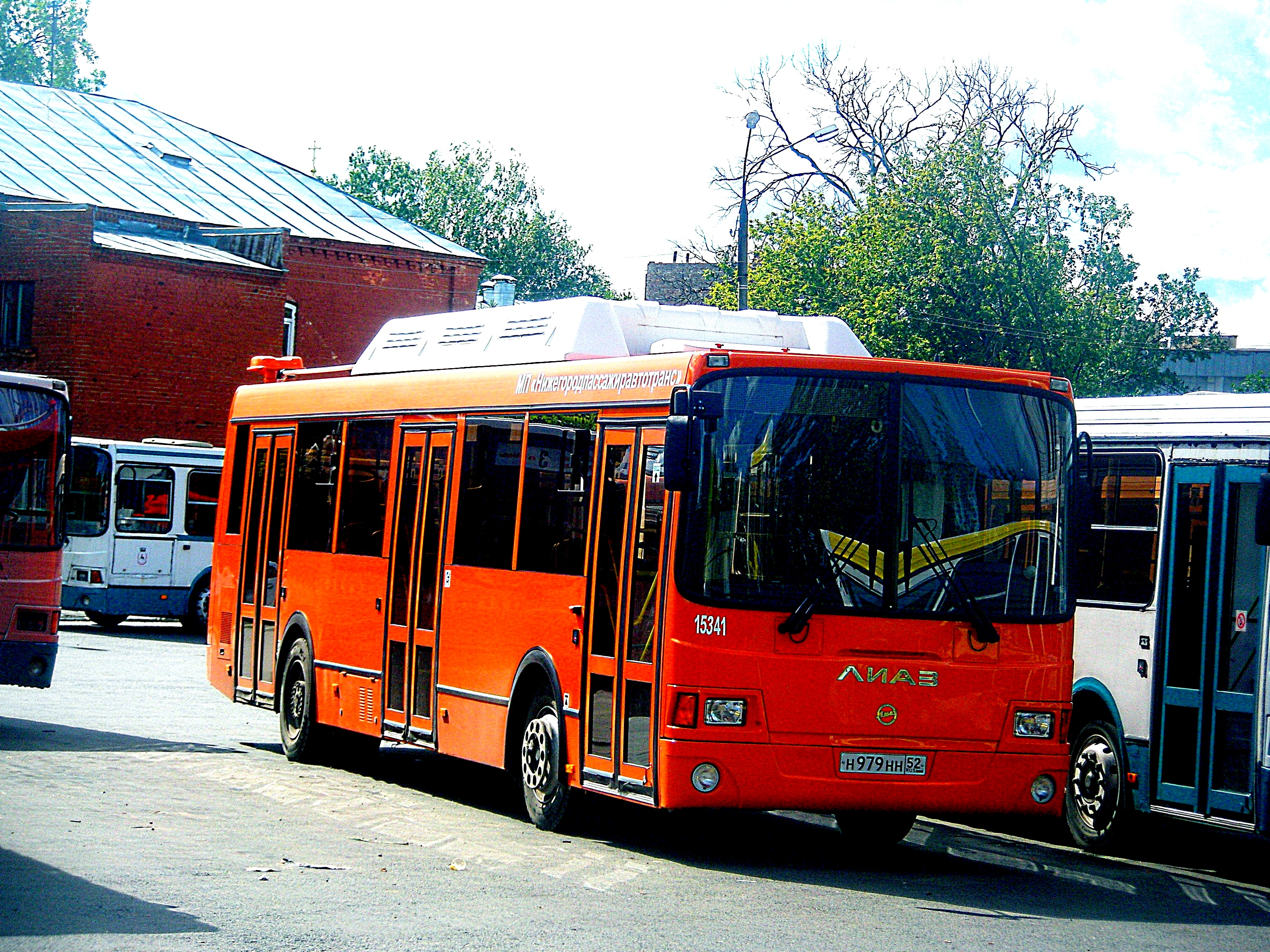
ЛиАЗ-5256.67

 С 2010 года на автобусы начали ставить вклеенные окна, вместо окон на резиновых уплотнителях. В 2011 году прямоугольные задние фонари с пластиковыми накладками были заменены на круглые. В 2014 году появились дополнительные вентиляционные отверстия на крышке моторного отсека. В декабре 2017 года городская версия автобуса ЛиАЗ-5256 была снята с производства. В апреле 2021 года выпуск междугородных и пригородных автобусов был прекращён.

## Модификации автобусов ЛиАЗ-5256
| Модификация                                                                  | Двигатель                         | Эко- стандарт | Годы произв. | Назначение | Внешние признаки                                                                          |
| ---------------------------------------------------------------------------- | --------------------------------- | ------------- | ------------ | --- | ----------------------------------------------------------------------------------------- |
| ЛиАЗ-5256.00, ЛиАЗ-5256.00-11, ЛиАЗ-52565                                    | КамАЗ-740.10 / Rába-MAN           | Евро-0        | 1986—2002    | | Горизонтальное расположение задних огней (до 1998 года)                                   |
| ЛиАЗ-5256.01 (ЛиАЗ-5917), ЛиАЗ-5256.02 (ЛиАЗ-5918), ЛиАЗ-5256.09 (ЛиАЗ-5919) | КамАЗ-740.10                      | Евро-0        | 1989—1992    | Видеосалон и передвижной кинотеатр (5917) Компьютерный центр (5918) Передвижной медицинский центр «Мираж» (5919) | Горизонтальное расположение задних огней                                                  |
| ЛиАЗ-5256.03                                                                 | КамАЗ-740.10                      | Евро-0        | 1989         | Штаб КГБ | Горизонтальное расположение задних огней                                                  |
| ЛиАЗ-5256.04                                                                 | КамАЗ-7408                        | Евро-0        | 1989—1993    | Пригородный | Горизонтальное расположение задних огней                                                  |
| ЛиАЗ-5256.05                                                                 | КамАЗ-740.10                      | Евро-0        | 1989         | Передвижное кафе                                                                                                 | Горизонтальное расположение задних огней                                                  |
| ЛиАЗ-5256.06                                                                 | КамАЗ-740.10                      | Евро-0        | 1989         | Штаб МВД | Горизонтальное расположение задних огней                                                  |
| ЛиАЗ-5256.07                                                                 | КамАЗ-740.10                      | Евро-0        | 1989         | | Горизонтальное расположение задних огней                                                  |
| ЛиАЗ-5256Т                                                                   |                                   |               | 1991         | | Единственный троллейбус на базе автобуса собран на заводе МТРЗ и утилизирован в 2002 году |
| ЛиАЗ-5256.08                                                                 | КамАЗ-740.10                      | Евро-0        | 1993—1997    | | Горизонтальное расположение задних огней                                                  |
| ЛиАЗ-5256.10                                                                 | MAN                               | Евро-0        | 1994—1996    | | Горизонтальное расположение задних огней                                                  |
| ЛиАЗ-5256.13                                                                 | MAN D0836 LOH40 / MAN D0836 LOH41 | Евро-3        | 2009—2010    | Междугородный |                                                                                           |
| ЛиАЗ-52562R                                                                  | Caterpillar-3116                  | Евро-2        | 2000—2004    | Междугородный |                                                                                           |
| ЛиАЗ-5256.23                                                                 | Caterpillar-3116                  | Евро-2        | 2004—2007    | Междугородный |                                                                                           |
| ЛиАЗ-5256.23-01                                                              | Caterpillar-3126E                 | Евро-3        | 2006—2010    | Междугородный |                                                                                           |
| ЛиАЗ-5256.25, ЛиАЗ-5256.25-11                                                | Caterpillar-3116                  | Евро-2        | 1996—2007    | | Горизонтальное расположение задних огней (до 1998 года)                                   |
| ЛиАЗ-5256.26, ЛиАЗ-5256.26-01                                                | Caterpillar-3126E                 | Евро-3        | 2005—2010    | |                                                                                           |
| ЛиАЗ-5256.26-20                                                              | Caterpillar-3126E                 | Евро-3        | 2007—2010    | Школьный |                                                                                           |
| ЛиАЗ-52563R                                                                  | ЯМЗ-236НЕ2                        | Евро-1        | 2003—2004    | Междугородный | Выхлопная труба расположена справа                                                        |
| ЛиАЗ-5256.30, ЛиАЗ-5256.30-01                                                | ЯМЗ-236НЕ2                        | Евро-1        | 2001—2005    | | Воздухозаборник («грибок») на крыше расположен слева, выхлопная труба — справа            |
| ЛиАЗ-5256.33                                                                 | ЯМЗ-236НЕ2                        | Евро-1        | 2004—2007    | Междугородный | Воздухозаборник («грибок») на крыше расположен слева, выхлопная труба — справа            |
| ЛиАЗ-5256.33-01                                                              | ЯМЗ-236НЕ2-22                     | Евро-2        | 2005—2010    | Междугородный | Воздухозаборник («грибок») на крыше расположен слева, выхлопная труба — справа            |
| ЛиАЗ-5256.34                                                                 | ЯМЗ-6563.10                       | Евро-3        | 2008—2012    | Междугородный | Воздухозаборник («грибок») на крыше расположен слева, выхлопная труба — справа            |
| ЛиАЗ-5256.35, ЛиАЗ-5256.35-01                                                | ЯМЗ-236НЕ2-22                     | Евро-2        | 2004—2008    | | Воздухозаборник («грибок») на крыше расположен слева, выхлопная труба — справа            |
| ЛиАЗ-5256.36, ЛиАЗ-5256.36-01                                                | ЯМЗ-6563.10                       | Евро-3        | 2008—2012    | | Воздухозаборник («грибок») на крыше расположен слева, выхлопная труба — справа            |
| ЛиАЗ-52564R                                                                  | КамАЗ-740.11-240                  | Евро-1        | 2003         | Междугородный |                                                                                           |
| ЛиАЗ-5256.40, ЛиАЗ-5256.40-01                                                | КамАЗ-740.11-240                  | Евро-1        | 2001—2005    | |                                                                                           |
| ЛиАЗ-5256.43                                                                 | КамАЗ-740.11-240                  | Евро-1        | 2004         | Междугородный |                                                                                           |
| ЛиАЗ-5256.45, ЛиАЗ-5256.45-01                                                | КамАЗ-740.31-240                  | Евро-2        | 2005—2007    | |                                                                                           |
| ЛиАЗ-5256.46, ЛиАЗ-5256.46-01                                                | КамАЗ-740.65-240                  | Евро-3        | 2008—2009    | |                                                                                           |
| ЛиАЗ-5256.53, ЛиАЗ-5256.53-01                                                | Cummins-6ISBe 245B                | Евро-3        | 2008—2013    | |                                                                                           |
| ЛиАЗ-5256.54, ЛиАЗ-5256.54-01                                                | Cummins-6ISBе4245В                | Евро-4        | 2013—2016    | |                                                                                           |
| ЛиАЗ-5256.55, ЛиАЗ-5256.55-01                                                | Cummins-C245.20                   | Евро-2        | 2005—2007    | |                                                                                           |
| ЛиАЗ-5256.57, ЛиАЗ-5256.57-01                                                | Cummins-CGe-250-30                | Евро-4        | 2004—2015    | |                                                                                           |
| ЛиАЗ-5256.58                                                                 | Cummins-6ISBe 245B                | Евро-3        | 2010—2012    | Междугородный |                                                                                           |
| ЛиАЗ-5256.59                                                                 | Cummins-6ISBе4245В                | Евро-4        | 2011         | Междугородный |                                                                                           |
| ЛиАЗ-5256.60, ЛиАЗ-5256.60-01                                                | ЯМЗ-5362                          | Евро-4        | 2013—2017    | |                                                                                           |
| ЛиАЗ-5256.61                                                                 | ЯМЗ-5362                          | Евро-4        | 2012—2017    | Междугородный |                                                                                           |
| ЛиАЗ-5256.62                                                                 | ЯМЗ-53621-42, ЯМЗ-53601-42        | Евро-5        | 2018—2021    | Междугородный |                                                                                           |
| ЛиАЗ-5256.65                                                                 | ЯМЗ-53621, ЯМЗ-53633              | Евро-5        | 2018—2021    | Пригородный |                                                                                           |
| ЛиАЗ-5256.67                                                                 | ЯМЗ-53624                         | Евро-5        | 2018—2021    | Пригородный |                                                                                           |